# What the Future Holds
What the Future Holds(ワット・ザ・フューチャー・ホールド)とは、イギリスのグループ・ステップスの6枚目のスタジオアルバムで、2020年11月27日に新しいレコードレーベルBMGでリリースされた最初のアルバムである。彼らは当初、春にプロジェクトをリリースする予定だったが、COVID-19パンデミックの世界的な流行とロックダウンの賦課により、プロモーションが一時的に遅れた。このアルバムは、シングル「What the Future Holds」と「Something in Your Eyes」に先行している。プロモーション曲「Under My Skin」、「Hold My Heart」、「To the Beat of My Heart」もリリースされ、後者は2021年1月にアルバムの3枚目のシングルとなった。
2021年4月、ステップスは、What the Future Holdsのデラックスエディションを予定していたものが、7枚目のスタジオアルバム「What the Future Holds Pt.2」としてリリースされることを発表した。

## 背景
ステップスは、結成20周年を記念して、2017年に予定されていた休憩から外れた。 4月に5枚目のスタジオアルバム「Tears on the Dancefloor」をリリースし、11月に「Party on the Dancefloor Tour」をリリースすることが明らかになった。
2020年9月7日、ステップスはSNSで6枚目のスタジオアルバム「What the Future Holds」のリリースを発表した。 それは、過去と未来への言及、そして水晶玉のイメージを含む一連の謎めいた投稿によって明らかにされた。 その後、彼らの公式Twitterアカウントに「これ以上秘密にしておくことはできません！！」というメッセージが投稿された。 タイトル曲は、2021年11月に予定されている9月8日に英国へのサポートアリーナツアーが発表され、同日にリードシングルとして発表された。

## タイトルとテーマ
アルバムのタイトル、作曲、アートワーク、プロモーションキャンペーンは、タイトル曲「What the Future Holds」の名前のみに由来している。シーアとグレッグ・カースティンによって書かれたこの曲の歌詞は、23年前の結成以来の「彼らがグループとして今どのように感じているか、そして彼らがどれだけ遠くまで来たかを反映している」ものである。公式チャート・カンパニーとのインタビューで、イアン・"H"・ワトキンスは、5枚目のスタジオ・アルバム「Tears on the Dancefloor
」（2017）のリリースと、サポート・アリーナ・ツアーの完了に続いて、グループが別のアルバムを録音することを決定したと説明した。 「One foot in the past, one foot in the future」という歌詞のコンセプトは、Stepsが彼らのキャリアの中でどこにいるかを反映しており、プロジェクトと今後のツアーの基礎を提供する。Faye Tozerは、後者はバックカタログの「ノスタルジア」で構成され、同時に新しい音楽と融合すると述べている。

## 発売
アルバムは2020年9月7日に公式グループSNSを通じて発表され、リリース日を11月27日に決定した。 これは、彼らの新しいレコードレーベルであるBMGでリリースされる最初のアルバムである。ステップスは当初、2020年の春にアルバムとそれに付随するWhat the Future Holds Tourのリリースを発表する予定であったが、COVID-19パンデミックの世界的な発生とそれに続くロックダウン制限により、グループがプロジェクトを秘密にできないと発表したとき、秋へのプロモーションキャンペーンが一時的に一時停止された。

最終的な発表について、リー・ラッチフォード=エヴァンズはスカイニュースとのインタビューで、一般的な反応は「ステップスが2020年を救った」と言う人々であり、パンデミックをめぐる不確実性にもかかわらず、「人々が再び私たちに対して非常に前向きになってくれてうれしい」という前向きな気持ちだったとコメントした。 彼は続けて、グループが3年近く前のパーティー・オン・ザ・ダンスフロア・ツアーでタイトル曲を初めて聴いたことを明らかにし、ツアー後に新しい音楽を録音する可能性を「続ける」かどうかを決めていた。ミュージックビデオは、オリジナルの春のリリースに備えて、ほぼ1年前に撮影された。 リチャーズは、発表のタイミングは「恐ろしい状況」で優位に立つためではなく、アルバムのタイトルを偶然と表現し、数年間プロジェクトに取り組んだ後、適切な時期のように感じたと付け加えた。
| 専門評論家によるレビュー | 専門評論家によるレビュー |
| レビュー・スコア         | レビュー・スコア         |
| 出典                     | 評価                     |
| ------------------------ | ------------------------ |
| Entertainment Focus      | 5/5stars                 |
| Gigwise                  | 6/10stars                |
| Independent              | 3/5stars                 |
| musicOMH                 | 4/5stars                 |
| Renowned for Sound       | (positive)               |

What the Future Holdsは、音楽評論家や作家から概ね好意的な評価を受けた。エンターテインメントフォーカスのピップ・エルウッド=ヒューズは、このアルバムに満点を与え、このアルバムは「より広い範囲の汎用性を示し、彼らの初期のアルバムに常に登場していたハーモニーに満ちたバラードを復活させる」とコメントした。「What the Future Holdsは、現在のトレンドに飛び込もうとしない」と彼は付け加えた。  対照的に、インディペンデントのロイシン・オコナーは次のように書いている。「だから、今年のWhat the Future Holdsは、高オクタン価のバンガーの甘いラッシュで、2020年のマキシマリストのダンスポップの猛攻撃にうまく適合するのは面白い。20年以上経った後、ステップはついにトレンドになった。」  トータルエンターテイメントはレビューで次のように述べている。「ステップスがサウンドを保持しているだけでなく、2020年以降にエネルギッシュに踊っているのを見るのは素晴らしい。」 ギグワイズのハリソン・スミスは、「グループは定番のサウンドを持っているかもしれないが、彼らは現在のトレンドに適応することをいとわない」という同じ意見を共有した。 musicOMHのニック・スミスは、このアルバムを「大胆で素晴らしい」と表現し、「ステップズが彼らのサウンドの恥ずかしげもなく気分の良い側面にとても高揚して楽しんでいるのを聞くのはかなり新鮮です」と述べた。 サウンドで有名なブレンドン・ヴィーバーズは、「今年のレコードを提供するのは間違いなくポップクインテットのステップスです...まだトップグレードのヒット曲を生み出しています」と述べている。
What the Future Holdsは、2020年12月4日にUKアルバムチャートで2位にデビューし、初週の売上は37,394枚だった（1週間の緊密な戦いの後、ゲイリー・バーロウのMusic Played by Humansに9,000枚遅れている）。

## シングル
リードシングル「What the Future Holds」は、9月8日にZoe BallのBBC The Radio 2 Breakfast Showで初公開され、同日にダウンロードとストリーミングプラットフォームでリードシングルとしてリリースされた。 「What the Future Holds」の公式ミュージックビデオは、2020年の初めにロンドンで撮影され、9月11日に初公開された。 マックス・ギワとダニア・パスキーニが監督した。このシングルは公式UKシングルチャートトップ100ではチャートインできませんでしたが、UKシングルダウンロードチャートでデビューし、10位でピークを迎えた。
2枚目のシングルは、ジェニー・シルバーの「Something in Your Eyes」のカバーだった。ステップスはトラックを「とても楽しい」と表現し、「古いステップスへのうなずき...一緒に歌って、それに高揚感を感じずにはいられません。」エンターテインメントフォーカスのピップ・エルウッド=ヒューズは、この曲が「古典的なABBA風のコーラス、楽しいキーチェンジ、そして見事に予期せぬずらされたアウトロを通して、過去を楽しく祝っている」と信じています。カーリー・クッセン監督の「Something in Your Eyes」の公式ミュージックビデオは、2020年10月28日にオンラインで初公開されました。 このシングルはUKシングルダウンロードチャートで21位でデビューした。
「To the Beat of My Heart」は2020年11月26日にプロモーションシングルとして発売された。 2021年1月にアルバムの3枚目のシングルとしてリリースされる前。このシングルは2021年1月15日にクレア・リチャードのFacebookページで確認され、翌日、今週のシングルとしてBBCラジオ2に送られた。 AリミックスEPは2021年1月22日に発売された。 翌週、このシングルは英国ダウンロードチャートで33位でピークに達した。
「Under My Skin」は2020年10月初旬にプロモーショントラックとしてリリースされた。「What the Future Holds」シングルとケイヒルとアルファラブのリミックスを収録したEPとしてデジタルでリリースされた。 11月13日に「Hold My Heart」というタイトルの別のプロモーショントラックがリリースされた。.

## トラックリスト
Apple Musicから適応したトラックリスト。 スティーブ・スミスがプロデュースした「To The Beat of My Heart」とロビン・スターンバーグがプロデュースした「Hold My Heart」を除いて、すべてのトラックはバリー・ストーンとジュリアン・ジンゲルがプロデュースした。物理的なCDには12曲が収録されており、What The Future Holdsのシングルミックスは含まれておらず、フルバージョンがある。
| No.           | Title                                | Writer(s) | Length |
| ------------- | ------------------------------------ | --- | ------ |
| 1.            | "What the Future Holds" (single mix) | - グレッグ・カースティン - シア・ファーラー | 3:48   |
| 2.            | "Something in Your Eyes"             | - エリック・ベルンホルム - ヘンリク・セトソン - トーマス・G:ソン | 3:02   |
| 3.            | "Clouds"                             | - エマ・ローハン - グレース・ベーカー - ジェズ・アシャースト | 3:55   |
| 4.            | "To the Beat of My Heart"            | - サラ・トンプソン - エメニケウゾエチ - アニー・ユイル - ベンジャミン・テイラー - ブライアン・ヒギンズ - キール・マッカロック - カイル・マッケンジー - リー・ヴォス - マシュー・グレイ - ミランダ・クーパー - モリー・キング | 3:10   |
| 5.            | "Father's Eyes"                      | - アーントール・ビルギソン - イナ・ヴロルセン | 3:51   |
| 6.            | "One Touch"                          | - クリス・ウォーレ - ローラ・ホワイト - ニール・トレパス | 3:51   |
| 7.            | "Under My Skin"                      | - チャーリー・ウォルシェ - ファーリー・アーヴィッドソン - レイチェル・ファーナー | 3:31   |
| 8.            | "Heartbreak in This City"            | - カール・トゥイッグ - ステラ・アター | 3:27   |
| 9.            | "Come and Dance with Me"             | - フィオナ・ベヴァン - カール・ライデン | 3:45   |
| 10.           | "Don't You Leave Us Halfway"         | - クリスチャン・ファスト - マルタ・グラウアース - タニア・ドコ | 3:10   |
| 11.           | "To the One"                         | - ハンナ・ロビンソン - ストーン - ジンゲル | 3:54   |
| 12.           | "Hold My Heart"                      | - イサ・モリン - ロビン・シュテルンベルク | 3:47   |
| 13.           | "What the Future Holds"              | - クルスティン - ファーラー | 4:27   |
| Total length: | Total length:                        | Total length: | 47:37  |

What the Future Holds - Night In Edition
1. What The Future Holds (Acoustic Version) 4:23
2. Something in Your Eyes (Acoustic Version) 3:06
3. What the Future Holds [Official Video]
4. Something in Your Eyes [Official Video]
5. Something in Your Eyes [Choreo Video]
6. Under My Skin [Live Video]
7. What the Future Holds [Live Video]
8. Something in Your Eyes [Live Video]

What the Future Holds - Night Out Edition
1. What the Future Holds (7th Heaven Radio Mix) 4:15
2. Something in Your Eyes (GMJS Poptastic Radio Edit) 3:42
3. Under My Skin (Shortland Remix Radio Edit) 2:43
4. To the Beat of My Heart (Saint Remix) 4:45
5. What the Future Holds (Cahill Club Edit) 4:48
6. Father's Eyes (Shanghai Surprise Edit) 3:29
7. Heartbreak in This City (Saint Remix Radio Edit) 4:10
8. Clouds (Conway Remix Radio Edit) 3:30
9. What the Future Holds (7th Heaven Club Mix) 6:25
10. Something in Your Eyes (GMJS Poptastic Club Anthem) 7:10

## チャート
| チャート (2020年)                                | 最高順位 |
| ------------------------------------------------ | -------- |
| オーストラリア版アルバム (ARIA)                  | 26       |
| ベルギー版アルバム (Ultratop Flanders)           | 59       |
| アイルランド版アルバム (OCC)                     | 26       |
| アイルランド版インディペンデントアルバム（IRMA） | 2        |
| スコットランド版アルバム(OCC)                    | 2        |
| イギリス版アルバム (OCC)                         | 2        |
| イギリス版インディペンデントアルバム (OCC)       | 1        |

## 認定
What The Future Holdの認定
| 国/地域                                             | 認定   | 認定/売上数 |
| --------------------------------------------------- | ------ | ----------- |
| イギリス (BPI)                                      | Silver | 60,000      |
| * 認定のみに基づく売上数 ^ 認定のみに基づく出荷枚数 |        |             |

## リリース歴
| リージョン | 発売日         | バージョン         | フォーマット                                                             | レーベル | 脚注          |
| ---------- | -------------- | ------------------ | ------------------------------------------------------------------------ | -------- | ------------- |
| Various    | 2020年11月27日 | 通常盤             | Boxセット カセットテープ CD デジタルダウンロード ストリーミング ビニール | BMG      | [ 32 ] [ 34 ] |
| Various    | 2020年11月27日 | Nights In Edition  | デジタルダウンロード                                                     | BMG      | [ 35 ]        |
| Various    | 2020年11月27日 | Nights Out Edition | デジタルダウンロード                                                     | BMG      | [ 36 ]        |